# Chapelle Notre-Dame-de-la-Paix de Picpus
Pour les articles homonymes, voir Notre-Dame-de-la-Paix, Notre-Dame et Picpus.
La chapelle catholique dite Notre-Dame-de-la-Paix est située rue de Picpus (entrée par le no 35) dans le quartier de Picpus du 12e arrondissement de Paris.

## Historique
Cette chapelle est le lieu de culte associé au cimetière de Picpus, où sont enterrés le général La Fayette et sa femme, ainsi que les corps de 1 306 personnes de toutes conditions, guillotinées au cours de la grande Terreur de 1794.  Elle fut érigée pour garder la mémoire de ces victimes mais aussi pour accueillir la toute jeune congrégation des Sacrés-Cœurs de Jésus et de Marie (Picpuciens), qui s'installa à Picpus en 1806. Elle est propriété de la Fondation de l'oratoire et du cimetière de Picpus.
La chapelle fut construite sur l'emplacement de la salle capitulaire des Chanoinesses de St Augustin qui occupaient les lieux avant la Révolution française.
La chapelle fut bénie le 22 avril 1841 sous le patronage de l'archange Saint Michel. Elle est communément appelée chapelle Notre-Dame-de-la Paix en raison d'une petite statue de la Sainte Vierge, Notre-Dame de Paix, qui y est exposée dans son transept nord. 
Des centaines de frères et de sœurs de la congrégation des Sacré-Cœurs partirent de la chapelle en mission vers l'Océanie, dont saint Damien de Veuster. Les missionnaires au moment de leur départ se confiaient à Notre-Dame de Paix pour recevoir sa protection.
Depuis 2019, la chapelle est louée par l'archidiocèse de Paris pour être le lieu de célébration de la Maison Saint Augustin (années de propédeutique du séminaire de Paris) et du Foyer d'étudiants Jean-Marie Lustiger, installés dans une partie des locaux des Sœurs de Picpus. Une aumônerie d'étudiants, CEP Nation, a ouvert également sur place en vue de la prochaine ouverture du Campus Nation de la Sorbonne-Nouvelle.

## Architecture
Elle a été construite en 1841 par l'architecte Joseph-Antoine Froelicher.

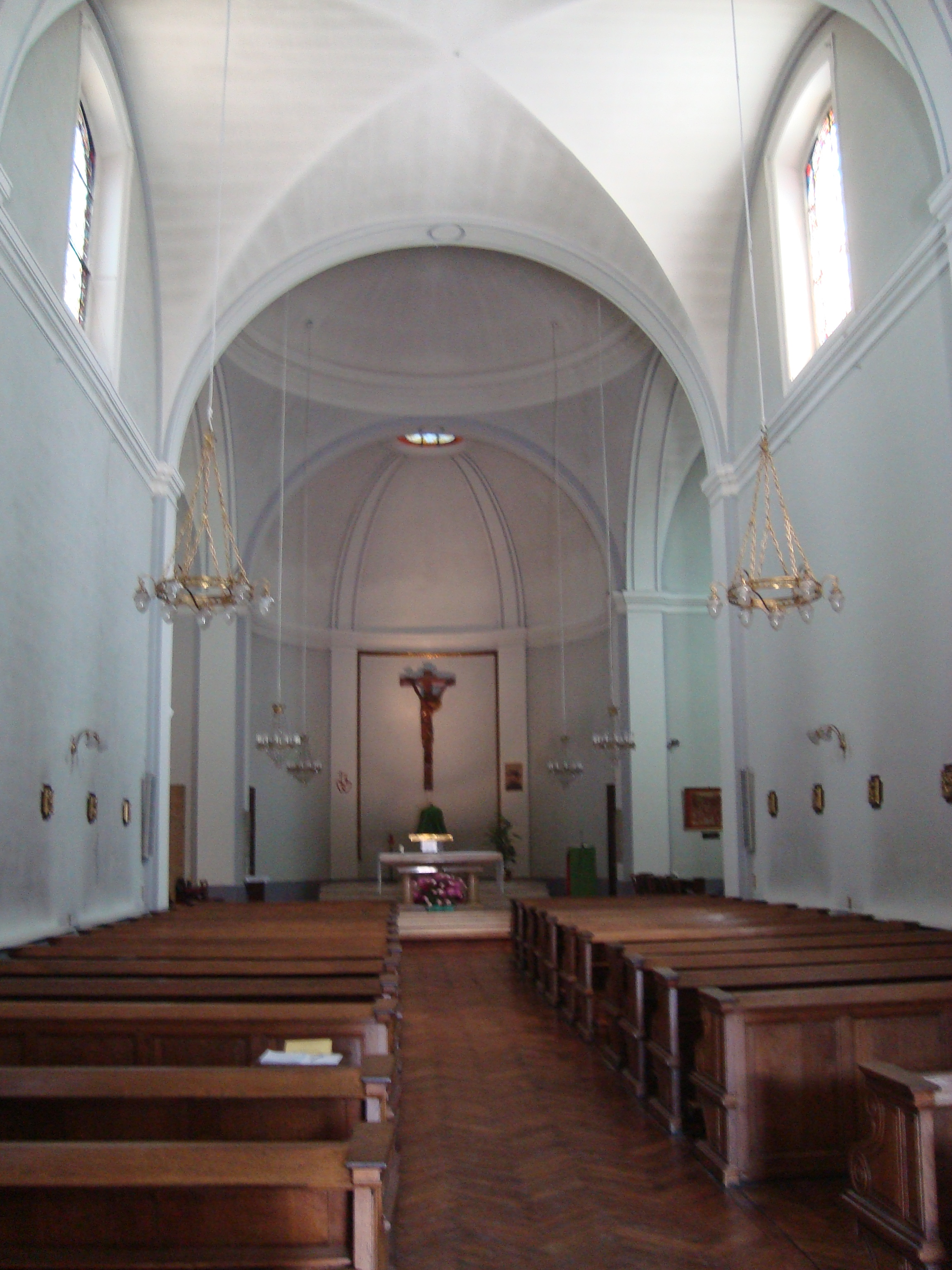
Vue de l'intérieur de la chapelle.
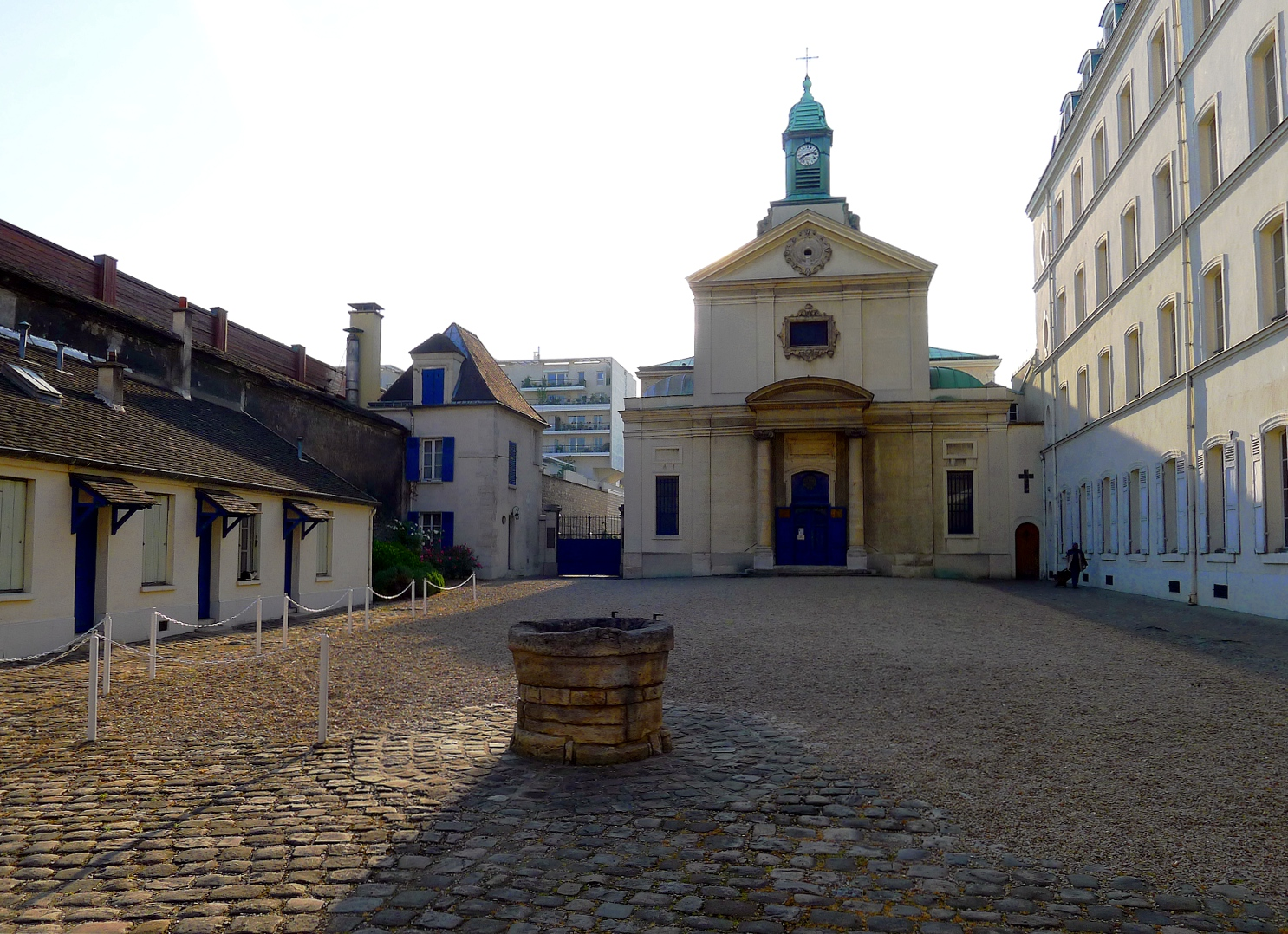
La chapelle, la petite place attenante et l'accès au cimetière au fond, à gauche.